# Myriotrema meghalayense
Myriotrema meghalayense är en lavart som först beskrevs av Patw. & Nagarkar, och fick sitt nu gällande namn av D.D. Awasthi 1991. Myriotrema meghalayense ingår i släktet Myriotrema och familjen Thelotremataceae.   Inga underarter finns listade i Catalogue of Life.